# Симхат Тора
Симха́т Тора́ (ивр. שִׂמְחַת תּוֹרָה‎, сефард. симха́т тора́, ашкеназ. си́мхас то́йрэ — «радость Торы») — праздник в иудаизме, празднуемый сразу после Суккота; в Израиле — на следующий день после Суккота (совпадает со Шмини Ацеретом), в странах рассеяния — на девятый день с начала Суккота, на следующий день после Шмини Ацерета. В этот день завершается годичный цикл чтения Торы и сразу же начинается новый цикл.

## Происхождение праздника
Симхат Тора как отдельный праздник был известен уже во времена Талмуда, в котором этот день называется хафтара. Однако особое празднование этого дня установилось в эпоху вавилонских гаонов (раннее Средневековье), когда трёхгодичный цикл чтения Торы был заменён годичным. С тех пор в этот день читается последний раздел Торы Ве-зот ха-браха (главы 33 и 34 Второзакония), тем не менее, традиция начинать новый цикл в тот же день появилась позднее.

## Обычаи праздника
Симхат Тора — один из самых весёлых праздников еврейского календаря, его с особой радостью отмечали советские евреи. В 1960-х годах они сделали его своим особым праздником, отмечаемым даже более радостно, чем Песах. Хотя с точки зрения еврейского закона это менее важный праздник, чем Песах, советские евреи были так ограничены в совершении своих ритуалов (или были плохо осведомлены о них), что выбрали самый весёлый из праздников.
Вечером и утром Симхат Тора, в синагогах устраивают Акафот, торжественное шествие со свитками Торы вокруг возвышения в центре синагоги, на котором читается Тора. Акафот сопровождается танцами и всеобщим ликованием, которыми евреи выражают веру и любовь к Творцу, одни из самых светлых в жизни каждого еврея.
В день Симхат Тора, завершая годичный цикл чтения Торы в синагогах по субботам, читают заключительную главу, и, чтобы подчеркнуть непрерывность и вечность Торы, тут же начинают её с начала. На Симхат Тора принято вызывать к чтению Торы всех без исключения мужчин, даже самых маленьких мальчиков.
Еврейские законоучители приводят несколько причин того, что новый цикл чтения Торы начинается в тот же день, когда заканчивается прежний:
1. В мидраше, описывающем, как царь Соломон устроил праздник в знак дарования ему Всевышним особой мудрости, приводятся слова рабби Элазара:
...мы приходим к выводу о целесообразности устроения праздника в день, когда мы заканчиваем читать Тору, ибо, когда сказал Всевышний царю Соломону: «Я дарую тебе мудрость и чуткое сердце, и подобных тебе не было и не будет», то Соломон тотчас же устроил пир для всех слуг своих, дабы отпраздновать это событие, и это значит, что приличествует устроить пир и  празднество в день, когда мы закончили чтение Торы.
2. С тем, чтобы «не дать возможности сатане утверждать, что евреи рады завершению чтения, но не жаждут начать читать снова».
Изначально существовал обычай, согласно которому человек, заканчивавший чтение Второзакония, тут же начинал читать книгу Бытие по памяти, поскольку существует правило «одному чтецу не дают двух свитков». В дальнейшем возникла практика вызывать к Торе двоих, один заканчивал читать Книгу Второзаконие, после чего другой начинал читать Книгу Бытие, таким образом, использовались 2 разных свитка.